# 暗色刺鮨
暗色刺鮨為輻鰭魚綱鱸形目鱸亞目鮨科的其中一種，分布於東南太平洋的復活節島海域，體長可達40公分，棲息在中底層水域，屬肉食性，生活習性不明。

## 擴展閱讀
維基物種上的相關：暗色刺鮨